# Æthelstan (évêque de Hereford)
Pour les articles homonymes, voir Æthelstan (homonymie).
Æthelstan est un prélat anglais mort le 10 février 1056.

## Biographie
Æthelstan est nommé évêque de Hereford entre 1013 et 1016, succédant à Athulf. Frappé de cécité durant les dernières années de sa vie, il est incapable de participer à la défense de son diocèse contre les Gallois, et c'est donc l'évêque de Worcester Ealdred qui assure ce rôle à sa place. Un évêque gallois nommé Tremerig l'assiste également dans ses tâches.
En octobre 1055, la ville de Hereford subit une attaque du roi gallois Gruffydd ap Llywelyn et de son allié, le rebelle anglais Ælfgar. Le comte Raoul de Mantes est vaincu, la ville est pillée et sa cathédrale incendiée. Ces événements difficiles ne sont peut-être pas étrangers à la mort de l'évêque Æthelstan quelques mois plus tard, le 10 février 1056. Il est inhumé à Hereford.